# Charles Pannell
Thomas Charles Pannell, baron Pannell (ur. 10 września 1902, zm. 23 marca 1980) – brytyjski polityk Partii Pracy, deputowany Izby Gmin, par.

## Działalność polityczna
W okresie od 21 lipca 1949 do 8 lutego 1974 reprezentował okręg wyborczy Leeds West w brytyjskiej Izbie Gmin. Od 1964 do 1966 był też ministrem prac publicznych w pierwszym rządzie Harolda Wilsona. Od 1974 do śmierci w 1980 zasiadał w Izbie Lordów.